# Dusty Rhodes
Virgil Riley Runnels Jr. (12. října 1945 – 11. června 2015), známější jako „The American Dream“ Dusty Rhodes, byl americký profesionální zápasník, manažer a trenér, který pracoval pro společnosti National Wrestling Alliance a později pro World Wrestling Federation (následně známé jako WWE). Byl považován za hvězdného wrestlera a ztělesňoval běžného Američana a splněný Americký sen. Je široce považován za jednoho z nejvýznamnějších zápasníků všech dob.
Byl trojnásobným šampionem společnosti NWA a později při působení ve World Championship Wrestling byl i šampionem Spojených států. Ve WCW získal i spousty dalších titulů. Je jedním ze sedmi mužů uvedených do síní slávy WWE, WCW, Professional Wrestling a Wrestling Observer Newsletter. Jeho synové se také věnují wrestlingu, Dustin působí ve společnosti AEW a Cody naopak ve WWE.
Po odchodu z wrestlingu se příležitostně objevoval ve vysílání WWE a ostatních akcí. Pracoval jako backstage booker a producent NXT. Naposledy se objevil ve vysílání dne 28. března 2015 během udílení ocenění WWE Hall of Fame.

## Osobní život
Mezi lety 1965 až 1975 byl ženatý se Sandrou McHargue. Měli spolu dvě děti, Dustina a Kristin. Se svou druhou ženou Michelle Rubio zůstal až do smrti. Měli spolu děti Codyho a Teila. Dohromady měl šest vnoučat. V mládí hrál na univerzitě basketbal a fotbal.

## Nemoc a smrt
Posledních několik let života trpěl onemocněním ledvin.
Dne 10. června 2015 byl po nepříjemném pádu převezen do nedaleké nemocnice, kde druhý den zemřel ve věku 69 let na následky selhání ledvin. V listopadu 2015 byl zpopelněn a rozprášen svým synem Dustinem na ranči, který rád navštěvoval.
Během akcí WWE Money in the Bank 2015, NXT a Raw, byla uctěna jeho památka.

## Úspěchy
- WCW
  - IWA World Tag Team Championship (1x) – s Dickem Murdochem
- WWE
  - WWE Hall of Fame (2007)
  - Slammy Award (1x)